# Красновка (Красногвардейский район)
Красновка (до 1948 года нас. пункт колхоза «Новая жизнь» укр. Краснівка, крымскотат. Krasnovka, Красновка) — исчезнувшее селение в Красногвардейском районе Республики Крым. Находилось на юго-западе района, на автодороге 35Н-271, примерно в 1,5 километрах западнее современного села Тимошенко.

## История
Первое документальное упоминание селения встречается в Списке населённых пунктов Крымской АССР по Всесоюзной переписи 17 декабря 1926 года, согласно которому на хуторе Новая Жизнь, Джума-Абламского сельсовета Симферопольского района, числилось 12 дворов, из них 9 крестьянских, население составляло 33 человека, из них 31 русский и 2 украинца. Постановлением КрымЦИКа от 15 сентября 1930 года был вновь создан Биюк-Онларский район (указом Президиума Верховного Совета РСФСР № 621/6 от 14 декабря 1944 года переименованный в Октябрьский), теперь как национальный (лишённый статуса национального постановлением Оргбюро ЦК КПСС от 20 февраля 1939 года) немецкий, в который включили селение. К 1936 году был организован одноимённый колхоз.
После освобождения Крыма от фашистов в апреле, 12 августа 1944 года было принято постановление № ГОКО-6372с «О переселении колхозников в районы Крыма» и в сентябре 1944 года в район приехали первые новоселы (57 семей) из Винницкой и Киевской областей, а в начале 1950-х годов последовала вторая волна переселенцев из различных областей Украины. С 25 июня 1946 года Новая Жизнь в составе Крымской области РСФСР. Указом Президиума Верховного Совета РСФСР от 18 мая 1948 года населенный пункт колхоза «Новая жизнь» Октябрьского района переименовали в Красновку. 26 апреля 1954 года Крымская область была передана из состава РСФСР в состав УССР. Время включения в Краснознаменский сельсовет (в котором село состоит всю дальнейшую историю) пока не установлено: на 15 июня 1960 года село уже числилось в его составе. Упразднено между 1 июня 1977 года (на эту дату село ещё числилось в составе совета) и 1985 годом (в перечнях административно-территориальных изменений после этой даты не упоминается).